# Malapterus reticulatus
Malapterus reticulatus és una espècie de peix de la família dels làbrids i de l'ordre dels cipriniformes que es troba a l'Arxipèlag Juan Fernández (Xile).